# Nathan Uyttendaele
Pour les articles homonymes, voir Uyttendaele.
Nathan Uyttendaele, né à Bruxelles en Belgique, est un statisticien et vidéaste Web belge. Il est connu pour avoir cofondé la chaîne YouTube de vulgarisation scientifique « La statistique expliquée à mon chat » en 2016. En 2018, après la fin de cette dernière, il crée seul une nouvelle chaîne, « Chat sceptique ».

## Biographie

### Carrière académique
Nathan Uyttendaele naît et vit à Bruxelles. Il commence ses études académiques à l'Université libre de Bruxelles et obtient son bachelier en chimie, avant de s'orienter vers la statistique et d'obtenir un master à l'Université catholique de Louvain (UCL). Il devient assistant d'enseignement et chercheur en 2011 et défend cinq ans plus tard sa thèse, « High-dimensional dependence modeling using copulas with applications », obtenant le titre de docteur en sciences à l'UCL. Ses recherches portent sur les copules, un objet mathématique de la théorie des probabilités, dont il a développé de nouvelles configurations, publiant plusieurs articles sur le sujet. Après avoir défendu sa thèse, il enseigne la statistique à titre de professeur invité à l'Université libre de Bruxelles, l'Université catholique de Louvain, à l'Université Saint-Louis - Bruxelles et à l'Université de Namur.

### Carrière de vulgarisateur
Il participe au concours Ma thèse en 180 secondes en mai 2016. Avec sa thèse vulgarisée « Comprendre, construire et briser le monde au travers d'une famille d'équations extraordinaires »,, il représente l'Université catholique de Louvain en finale interuniversitaire de la Fédération Wallonie-Bruxelles. Il reçoit le prix du public.
Il cofonde le 9 mars 2016 la chaîne YouTube « La statistique expliquée à mon chat » avec l'infographiste Laura Maugeri et le compositeur Gwenaël Grisi, deux artistes belges qui avaient déjà travaillé ensemble,. Elle est l'aboutissement d'une longue réflexion, sa volonté étant de vulgariser les sciences avec de l'animation. Elle est caractérisée par des vidéos animées de six minutes aux schémas ludiques et pédagogiques durant lesquelles plusieurs théories statistiques ou mathématiques sont expliquées à la mascotte de la chaîne, le chat Albert. Des sujets plus politiques sont aussi abordés, comme la lutte des classes ou le système électoral,. Nathan Uyttendaele divise les vidéos en deux catégories : l'une avec des sujets « plus académiques », destinées aux universitaires, et l'autre avec des sujets basés sur l'actualité, destinées au grand public.
Durant ses premiers mois d'existence, la chaîne reste confidentielle avec à peine cinq cents vues quotidiennes. Mais, aidée par la publicité que lui font d'autres vidéastes scientifiques, elle connaît assez rapidement le succès,. La chaîne dépasse les 10 000 abonnés en octobre 2016, puis les 120 000 l'année suivante et en possède 200 000 en juin 2018. Les vidéos font 200 000 vues en moyenne en 2017, et certaines dépassent le million. Son public est principalement constitué d'hommes de vingt à trente-cinq ans. Chaque vidéo prend cent à deux cents heures de travail à Nathan Uyttendaele et son équipe.
Il emporte le prix Wernaers (décerné par le Fonds de la recherche scientifique) et le prix Diderot en 2017 pour son travail sur « La statistique expliquée à mon chat ». En 2018, il présente une conférence TED en partenariat avec l'Université catholique de Louvain, qui est vue plus d'un million de fois sur YouTube,. La même année, « La statistique expliquée à mon chat » cesse toute activité. Nathan Uyttendaele ouvre alors une nouvelle chaîne, qu'il nomme « Chat sceptique », dans laquelle il parle toujours de mathématiques et de statistiques, mais aussi de scepticisme. En mars 2019, elle réunit 85 000 abonnés puis 175 000 abonnés en juillet 2024.

## Cible de Graham
Au printemps 2019, Nathan Uyttendaele s'inspire des travaux de Paul Graham (notamment de « L'art d'exprimer son désaccord ») pour réaliser un outil qu'il nomme « cible de Graham ». Il en propose une présentation sous forme de conférence intitulée « L'art d'exprimer son désaccord » fin mai 2019, d'abord au festival Pint of Science à Avignon puis lors d'une conférence de sceptiques à Bruxelles, Sceptiques dans un pub. Le 11 juin 2019, Chat sceptique publie une vidéo sur sa chaîne reprenant le contenu des conférences de mai et en expliquant le concept en détail.
La cible de Graham est une représentation légèrement différente de la pyramide de Graham, avec comme but principal de maximiser les chances de découvrir la vérité, en visant le plus possible le centre de la cible.
Le 23 septembre 2020, il sort un livre consacré à cette cible : L'art d'exprimer son désaccord sans se fâcher.

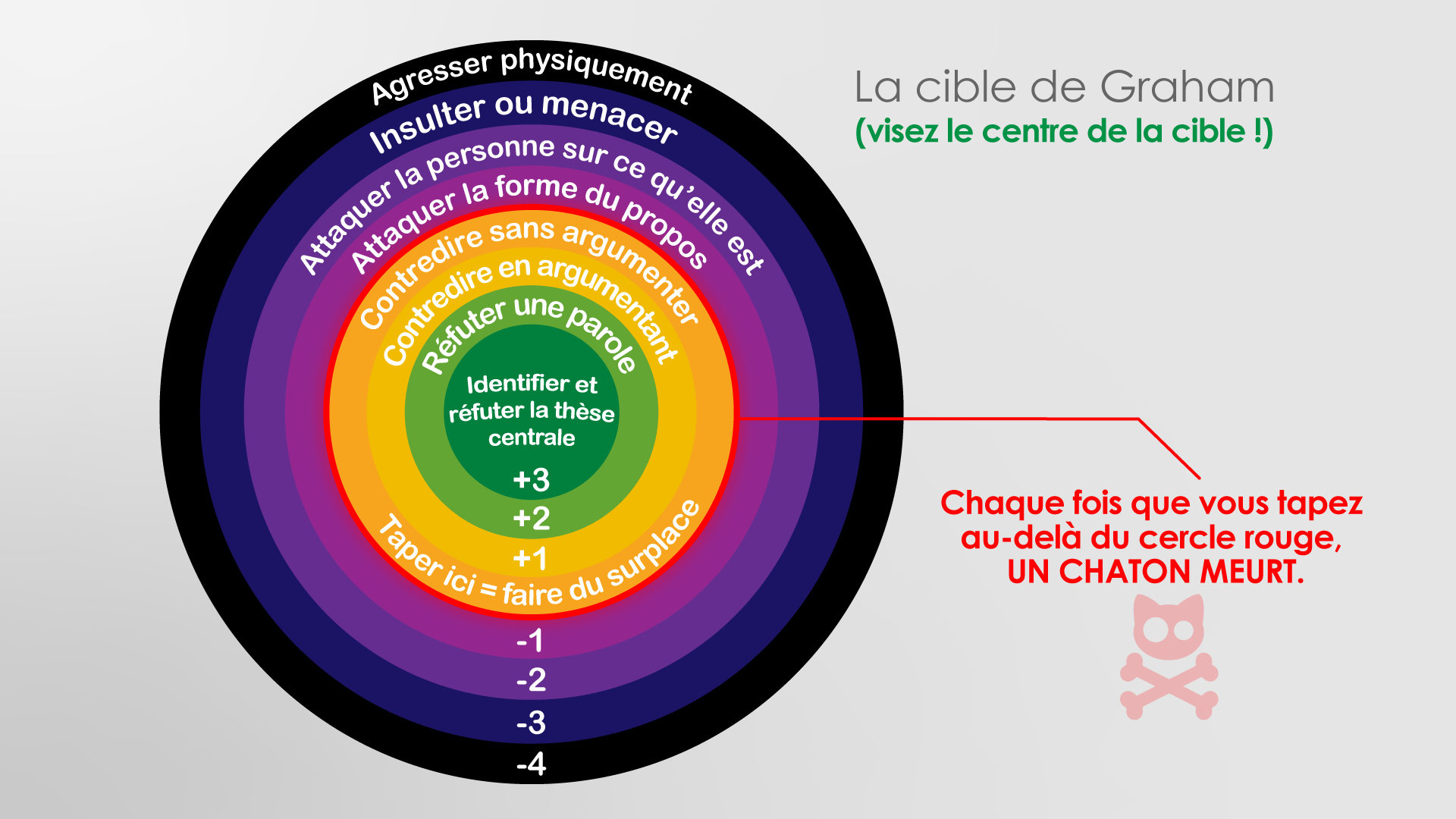
La cible de Graham, imaginée par Nathan Uyttendaele, inspirée de la pyramide de Graham.

## Ouvrage
- L'art d'exprimer son désaccord sans se fâcher (ill. Adelina Kulmakhanova), Belin éditeur, 2020, 174 p., 12 × 20 cm (ISBN 2410017746, EAN 978-2-41001-7748).